# 八重畑由希音
八重畑由希音（日语：／ Yaehata Yukine，8月6日—），日本女性配音員。JTB Entertainment所屬。出身於岩手縣。身高163cm。A型血。

## 人物
東京動畫師學院聲優演藝科畢業。大學時期看了《萬花筒之星》並經歷了地震後，決定成為一名配音員。2013年12月負責秋葉原華盛頓酒店的叫醒服務。
方言：岩手方言。興趣：撞球、職業摔角觀戰、室內足球。特長：料理（管理營養士）、早睡早起。

## 演出
粗體字表示主要角色。

### 電視動畫
2013年
- 萌萌侵略者
- 歌之王子殿下 真愛2000%
- 黃金拼圖

2014年
- 一週的朋友
- 魔法戰爭
- 未確認進行式（女學生）

2015年
- 丸少爺（2015年—2018年，長子、蟲子、冒牌丸少爺、亡者、 等）
- 元氣少女緣結神◎（女學生、伊砂姬、伊邪那美的侍女A、文丸、萌/羊）
- GON -小恐龍阿貢-（伊奇[3]、佩妮、杜波、加特）
- 其實我是…（母親）
- 城下町的蒲公英（女性）
- DD北斗神拳2（電視播報員、大嬸、學生、魔月子的母親）
- 輕鬆百合3☆hi！（女學生）
- 亂步奇譚 拉普拉斯的遊戲（女學生）

2016年
- 終末的伊澤塔（乘客、護士、克莉斯塔、小孩、女性）
- 炸豬排DJ揚太郎（日语：とんかつDJアゲ太郎）（旅館女客人）
- 線上遊戲的老婆不可能是女生？（女子B）
- 長騎美眉（女學生、倉田亞美的母親）

2019年
- 明治東京戀伽（同班同學1、年輕女性、藝者眾、貓〈外裙肉〉）
- Hulaing Babies（日语：フライングベイビーズ）（奇伊[4]）
- 小書痴的下剋上：為了成為圖書管理員不擇手段！（2019年—2020年，見習士兵、奇庫、伊蒂、灰色神官見習生、孤兒 等）2系列
- 我不是說了能力要平均值嗎？（櫃檯小姐）

2021年
- 怪物事變（OL、怪物、旁觀者、雪女之子）
- 海賊王女（科蒂[5]）

### OVA
- 幸福光暈 ～畢業寫真～ 第1部（2015年）
- 元氣少女緣結神（2015年，風太）

### 網路動畫
- B：彼之初（2018年，愛瑞卡·風間·弗列克）

### 廣播劇CD
- 魔術士歐菲 說話無謀篇7（2013年）

### 廣播劇
- 聖誕便利商店（2015年，雨宮舞）

### 外語配音

#### 電影
- 末日毒素（2015年，電腦）

### 舞台
- 東京High-beam（日语：劇団東京ハイビーム） vol.11『My Sweet Baby』（2017年5月，作、演出：吉村悠（日语：吉村ゆう））—飾 岬

## 外部連結
- 八重畑由希音｜JTB Entertainment （日語）
- 八重畑由希音的X（前Twitter） （日語）
- （日語）—WEB THE TELEVISION（日语：ザテレビジョン）
- 八重由希音 （页面存档备份，存于） （日語）—SEIGURA web
- ，存于—goo人名事典
- 八重由希音 （页面存档备份，存于） （日語）—allcinema（日语：allcinema）